# ARN polimerasa II
L'ARN polimerasa II (també anomenada RNAP II o Pol II) és un enzim que es troba en cèl·lules eucariotes. Catalitza la transcripció genètica de l'ADN per sintetitzar precursors de ARNm i d'altres ARN. És el tipus més estudiat d'ARN polimerasa i està conformada per un complex de 12 subunitats, amb una massa total de 550 kDa.